# Angelo Crippa
Angelo Crippa (Varallo Sesia, 19 giugno 1882 – Genova, 20 giugno 1970) è stato un architetto, disegnatore e progettista italiano.

## Biografia
Figlio di Adelchi Crippa, professore garibaldino, e di Adele Giannelli Castiglione della nobile famiglia marchionale genovese, fratello di Giunio Bruto Crippa, notissimo professore di chimica, fu inizialmente un architetto seguace dello stile eclettico, che in seguito si sviluppò in modo più ornamentale, assumendo alcuni motivi e caratteri  dello stile Liberty.
Massone, membro del Grande Oriente d'Italia, in una lettera di Giovanni Lentini il Giovane al Gran Maestro Ettore Ferrari del 13 febbraio 1913 fu proposto come membro di un'associazione chiamata "Famiglia artistica", costituita da fratelli artisti.
In seguito, aderì alla corrente modernista e razionalista, dedicandosi alla progettazione di edifici di carattere pubblico, tra cui spicca il complesso dell'ospedale pediatrico Giannina Gaslini, a partire dal 1925.
In varie parti d'Italia realizzò alcuni edifici razionalisti tra cui Palazzo della Sanità a Verona; progettò anche gli ospedali civili di Pescara, di Riccione, di Rimini e di Borgosesia, il palazzo delle assicurazioni a Biella.
Ad Angelo Crippa si devono varie costruzioni in stile eclettico, tra cui la Villa Podrecca (1911) in Roma, palazzo Maggioli (1913) in Alessandria e un palazzo per abitazioni in via Montevideo (1915) in Genova. Dopo la pausa del  periodo bellico realizzò palazzo Pennè (1924) in via Ausonia a Genova, Villa la Rocca (1924) in Novara e il palazzo Boero (1926) in Via Macaggi a Genova. Progettò e diresse i lavori, tra l'altro, del, già citato, Istituto Giannina Gaslini di Genova (1938), il primo e più importante ospedale pediatrico in Italia.
Inoltre ideò numerosi progetti non realizzati, tra i quali il piano di risanamento del nuovo Corso Duomo e del parco del Lambro (1911) a Milano nel quale erano previsti edifici monumentali in stile liberty tra cui il nuovo municipio, palazzi porticati e grandi piazze circolari.
A Napoli, nel 1928, presentò il progetto per una grandiosa sistemazione turistica della zona litoranea di Pozzuoli e del lago di Lucrino, poi non realizzato.
A capo del gruppo A.N.U.A. lavorò anche in campo navale per gli allestimenti interni di grandi transatlantici, tra cui l'Andrea Doria, il Giulio Cesare e l'Augustus.